# 錫萬縣

錫萬縣在比哈爾邦的位置以黑色標示

錫萬縣（Siwan District）是印度東北部比哈爾邦的一個縣，面積2,219平方公里，海拔高度64米，識字率為71.59%，2011年人口3,318,176，人口密度每平方公里1,495人。行政中心位於锡万。

## 外部連結
- Siwan Information Portal